# Parafia św. Jana Chrzciciela w Rębowie
Parafia pw. Świętego Jana Chrzciciela w Rębowie – parafia rzymskokatolicka należąca do dekanatu wyszogrodzkiego, diecezji płockiej, metropolii warszawskiej.

## Kościół parafialny
Kościół pw. św. Jana Chrzciciela w Rębowie jest jedną z najstarszych świątyń na Mazowszu. Został wzniesiony w XVI wieku. Przed kościołem stoi drewniana dzwonnica z XVIII wieku.